# World in Conflict: Soviet Assault
World in Conflict: Soviet Assault è un pacchetto di espansione sviluppato da Massive Entertainment e Swordfish Studios per il videogioco strategico World in Conflict. L'espansione caratterizza la possibilità di giocare a fianco dell'Unione Sovietica, contro il quale il giocatore ha combattuto nell'originale World in Conflict.
The World in Conflict Complete Edition e Soviet Assault Expansion Pack sono stati distribuiti negli Stati Uniti il 10 marzo 2009 e successivamente in Europa e in Australia il 12 marzo 2009.

## Trama
In un 1989 alternativo, l'ormai decadente URSS chiede aiuti economici all'Occidente, ma vedendoseli negare invade l'Europa Occidentale. Un team Spetsnaz s'infiltra e distrugge un avamposto degli Stati Uniti a Berlino Ovest per spianare la strada all'invasione sovietica su larga scala. Il Muro di Berlino viene distrutto, mentre i battaglioni dell'Armata Rossa iniziano l'attacco. Dopo feroci combattimenti, il 6º Battaglione Corazzato Statunitense viene completamente distrutto e i Sovietici conquistano l'altra parte di Berlino, per poi procedere con l'invasione della Germania Ovest, dando inizio alla Terza Guerra Mondiale. Mesi dopo, le forze sovietiche lanciano un'invasione a sorpresa di Seattle, Washington. Durante l'invasione, Orlovsky e le sue forze hanno il compito di bonificare la campagna attorno alla città. Membri della resistenza civile hanno iniziato ad attaccare le forze sovietiche, alimentando l'odio di Malashenko, che assieme a Romanov attacca il posto di comando della guerriglia catturandone il leader. Tuttavia, Orlovsky scopre Malashenko mentre tenta di massacrare dei civili con un plotone di esecuzione, nella convinzione che questo avrebbe demoralizzato gli americani. Orlovsky lo rimprovera e lo avverte che se lo farà di nuovo, verrà congedato.
Un flashback descrive le vicende del teatro europeo della guerra. Il conflitto tra l'URSS e la NATO è in stallo, e Orlovsky ha il compito di condurre un raid su una base costiera norvegese, aprendo un "corridoio" per poter effettuare dei bombardamenti aerei contro la Gran Bretagna. Durante questo attacco, che ha successo, Orlovsky e i suoi uomini vengono a sapere che una task force NATO ha fatto un'incursione in territorio sovietico. Orlovsky e i suoi ufficiali ricevono l'ordine di tornare in Russia per difendere un campo di prigionia da un attacco NATO. Malashenko, intanto, viene a sapere che sua moglie e la figlia sono morti in seguito ad alcuni bombardamenti NATO. Tutto questo non fa che alimentare il suo odio nei confronti degli americani.
Gli eventi ritornano a Cascade Falls, in cui le forze statunitensi hanno sganciato una bomba nucleare per fermare le soverchianti forze sovietiche. Le forze russe si ritirano da Cascade Falls per tornare a Seattle, per prepararsi all'inevitabile contrattacco degli Stati Uniti. A Romanov è affidato il comando dell'aviazione frontale per difendere i camion carichi di feriti sovietici dall'attacco delle forze statunitensi. Durante la missione, Malashenko spara e uccide Orlovsky, poiché questi voleva far rimpatriare le sue truppe invece di tentare un'impossibile difesa di Seattle. Il comando delle forze rimanenti è affidato a Lebedjev che però, come Orlovsky, sa che Seattle non può essere difesa; e ordina quindi alle unità di imbarcarsi su una nave che li riporterà a casa. Invece Malashenko, deciso ad ubbidire fino all'ultimo agli ordini dell'alto comando, procede per Seattle dove probabilmente troverà la morte.

## Modalità di gioco
La nuova espansione dispone di 6 nuove missioni per giocatore singolo e due nuove mappe multigiocatore. È dotato di nuove missioni nella campagna per singolo giocatore e si possono integrare queste nuove missioni con la campagna attuale degli Stati Uniti, vale a dire i due si intrecciano una con l'altra.